# Det Centrale Handicapråd
Det Centrale Handicapråd er et statsligt råd, som rådgiver regeringen, Folketinget og andre om handicapspørgsmål og er dialogforum mellem de forskellige aktører på handicapområdet. Rådet blev etableret i 1980 og fik ny sammensætning i 2011.

## Rådets sammensætning
Det Centrale Handicapråd er uafhængigt og består af en formand og 18 medlemmer. Medlemmerne kommer fra handicaporganisationer, KL, Danske Regioner, arbejdsmarkedets parter og fra forskningsverdenen. Medlemmerne bliver udpeget af Børne- og Socialministeren. Rådet har to observatører: Én fra Børne- og Socialministeriet og én fra Institut for Menneskerettigheder.

## Rådets opgaver
Det Centrale Handicapråd skal vurdere samfundsudviklingen i lyset af FN’s handicapkonvention og har særligt fokus på udvalgte aspekter af konventionen som inklusion, tilgængelighed og bekæmpelse af fordomme. 
Rådet er en del af et samarbejde mellem Institut for Menneskerettigheder og Folketingets Ombudsmand, som alle overvåger, at handicapkonventionen bliver fulgt i Danmark. Rådets arbejde er beskrevet i kapitel 11 i Bekendtgørelse om retssikkerhed og administration på det sociale område .

## Rådets ledelse
Anette Laigaard stoppede som formand for Det Centrale Handicapråd med udgangen af 2017. Som hendes efterfølger udpegede børne- og socialminister Mai Mercado erhvervsmanden Dan Boyter med tiltrædelse 1. januar 2018. Dan Boyter valgte d. 19. januar 2018 at trække sig i forbindelse med regeringens beslutning om, at rådets sekretariat skal flyttes til Brovst. Den 14. maj 2018 blev Liselotte Hyveled udnævnt til formand for rådet og sad som formand frem til og med december 2021 med Thorkild Olesen som næstformand.
I januar 2022 overtog Mogens Lindhard, Head of Global Responsibility i Grundfos, rollen som ny formand af Det Centrale Handicapråd. Han er udpeget af social- og ældreminister Astrid Krag.

## Medlemmer
Rådets medlemmer pr. januar 2022:
- Mogens Lindhard, Formand for Det Centrale Handicapråd, Head of Global Responsibility i Grundfos
- Per Fruerled, Direktør for uddannelse og beskæftigelse i Glad Fonden
- Rikke Nielsen, Stifter af Lykkeliga
- Thorkild Olesen, formand for Danske Handicaporganisationer
- Simon Toftgaard Jespersen, Formand for Muskelsvindfonden
- Kathe Bjerggaard Johansen, Formand for Autismeforeningen
- Frank Hedegaard, Forstand på Bredegaard Blindecenter
- Torben Joconde, Repræsentant i Diabetesforeningen
- Ulrik Wilbekm, Borgmester i Viborg Kommune, indstillet af Kommunernes Landsforening
- Camilla Aff Bredegaard, Regionsrådsmedlem, Region Sjælland, Indstillet af Danske Regioner
- Sidse Grangaard, Seniorforsker, Institut for Byggeri, By og Miljø, Aalborg Universitet
- Bent Madsen, Administrerende direktør i BL - Danmarks Almene Boliger
- Majbrit Berlau, Næstformand, Fagbevægelsens Hovedorganisation
- Lise Bjørg Pedersen, Sekretariatsleder, Dansk Kollektiv Trafik (DKT)
- Morten Hjelholt, Associate Professor, IT-Universitetet, indstillet af IT-Universitetet
- Louise Bøttcher, Lektor i neuropsykologi, Aarhus Universitet
- Maria Bille Høeg, Chefkonsulent, Dansk Arbejdsgiverforening